# Landstingets Frödingstipendium
Landstingets Frödingsstipendium är ett stipendium som delas ut av Värmlands läns landsting sedan 1960 efter ett beslut 1959. Prissumman är på 50 000 kronor och "en belöning för enskilda eller kollektiva insatser inom folkrörelser, studieförbund, politiska eller andra ideella organisationer inom Värmlands län".
Priset är ej att förväxla med Gustaf Frödings stipendium på 150 000 kronor, som delas ut av Uppsala studentkår, Karlstads kommuns kulturstipendium till Gustaf Frödings minne eller Frödingmedaljen som delas ut av Gustaf Fröding-sällskapet.

## Stipendiater
- 1960 – Nils Ferlin
- 1961 – Konstnären Fritz Lindström
- 1962 – Damastvävaren Carl Widlund
- 1963 – Historikern Daniel Toijer
- 1964 – Konstnären Sven Rapp
- 1965 – Författaren Peter Nisser
- 1966 – Litteraturvetaren Henry Olsson
- 1967 – Musikdirektör Olle Ljungdahl
- 1968 – Konstnären Ingemar Lööf
- 1969 – Författaren Göran Tunström
- 1970 – Historikern och kulturforskaren Anders Edestam
- 1971 – Konstnären Hans Kajtorp
- 1972 – Monica Zetterlund
- 1973 – Kusinerna Erland och Håkan Hagegård
- 1974 – Trubaduren, kompositören och författaren Gunnar Turesson
- 1975 – Bröderna Bo och Björn Magnusson, Bo Harald och Prins Oscar
- 1976 – Författarparet Inger och Lasse Sandberg
- 1977 – Konstnärerna Harry Moberg och Jörgen Zetterquist
- 1978 – Författarna Bengt Berg och Per Helge
- 1979 – Danskonstnären Gunta Liede
- 1980 – Författaren Mona Kalin
- 1981 – Författaren och förre landshövdingen Rolf Edberg
- 1982 – Lokalhistorikerna Arvid Ernvik, Kristinehamn, och Frej Alsterlind, Kil
- 1983 – TUR-teatern Värmland
- 1984 – Frödingkännaren Ingvald Rosenblad, Karlstad, och vissångaren Gunde Johansson
- 1985 – Sven Johansson, Sven i Föske, Brunskog
- 1986 – Filmaren Åke Hermansson, Karlstad, och filmarna Elisabeth och Nils Håkanson, Karlstad
- 1987 – Ingenjören Gunnar Dahl, Munkfors, och sångaren Anders Andersson
- 1988 – Författaren Aino Trosell
- 1989 – Sångerskan Jorunn Svensk och harpisten Gunilla Steinert-Ebenhag
- 1990 – Författaren Torgny Karnstedt
- 1991 – Kulturläraren Torbjörn Sjöqvist och trumpetaren Jonas Palsten
- 1992 – Riksspelman Gert Ohlsson, Arvika
- 1993 – Författaren Stig Berg, Hagfors
- 1994 – Musikpedagogen Jacek Czeszynski, Kil
- 1995 – Marian Väpnargård, Östra Ämtervik och Stig Tysklind, Stockholm
- 1996 – Sven-Ingvars
- 1997 – Lärarna och författarna Knut Warmland och Torleif Styffe
- 1998 – Konstnären och författaren Lars Lerin
- 1999 – Författaren Maj Bylock
- 2000 – Författaren Gunnar Ehne
- 2001 – Västanå Teater
- 2002 – Konstfilmaren Gunvor Nelson
- 2003 – Riksspelmannen Alf Olsson, Svanskog och vissångaren Göran Samuelsson
- 2004 – Konstnären Bengt Olson och teaterkooperativet Lustens dans och teater
- 2005 – Jazzsångerskan Rigmor Gustafsson och keramikern Solveig Ueltzhöfer-Nyqvist
- 2006 – Jazzmusikern Nils Landgren och Bengt Sahlström, Torsby
- 2007 – Konstnärerna Karin och Marc Broos
- 2008 – Författaren Lars Andersson och sångaren Christer Sjögren
- 2009 – Konstnären Gerd Göran och professor emeritus Sven Erlander
- 2010 – Konstnären Stig Olson
- 2011 – Glaskonstnärerna Ingalena och Ragnar Klenell
- 2012 – Målaren Lena Cronqvist[3]
- 2013 –  Tuva Novotny och Ulf Malmros[4]
- 2014 – konstnärerna Lorraine Rantala och Kjell Sundberg[5]
- 2015 – filmskaparen Sara Broos och fotografen JH Engström[6]
- 2016 – diktaren Ismael Ataria (alias för Anders Brokvist)[7]
- 2017 – Solveig Ternström och författaren Erik Bengtson[8]
- 2018 – kulturproducenten Pia Holmquist och keramikern Steven Jones[9]
- 2019 - sångerskan Isabella Lundgren och musikern Martin Hederos[10]
- 2020 - Bilderboksförfattarna Marcus-Gunnar Pettersson och Per Gustavsson
- 2021 - Helena Bengtsson[11]
- 2022 - Carl Olof Berg, koreograf och regissör[12]